# Nicolae Mămăligă
Neculae Mămăligă (n.  1888, Chișinău – d. secolul al XX-lea) grădinar, membru al Sfatului Țării.

## Biografie
La data de 27 martie 1918 Neculae Mămăligă a votat Unirea Basarabiei cu România.